# Sinecalca insolita
Sinecalca insolita är en fjärilsart som beskrevs av Paul E. Whalley 1971. Sinecalca insolita ingår i släktet Sinecalca och familjen Thyrididae. Inga underarter finns listade i Catalogue of Life.